# Gonatas cetioides
Gonatas cetioides es una especie de coleóptero de la familia Passalidae.

## Distribución geográfica
Habita en New Britain.